# Echiochilon pulvinatum
Echiochilon pulvinatum är en strävbladig växtart som beskrevs av Anthony G. Miller och L. Urb. Echiochilon pulvinatum ingår i släktet Echiochilon och familjen strävbladiga växter. Inga underarter finns listade i Catalogue of Life.